# Флайинг Бурито Брадърс
„Флайинг Бурито Брадърс“ (на английски: The Flying Burrito Brothers) е американска рок група, създадена през 1968 година и действаща с прекъсвания до наши дни.
Създадена е в Лос Анджелис от напусналите групата „Бърдс“ Грам Парсънс и Крис Хилман.
Дебютният ѝ албум The Gilded Palace of Sin има голям успех и изиграва важна роля за обособяването на кънтри рока. През годините членовете на групата се променят многократно, като в нея не участва никой от първоначалните ѝ музиканти към 2019 година.